# Vinaigrette (salade)
Pour les articles homonymes, voir Vinaigrette.

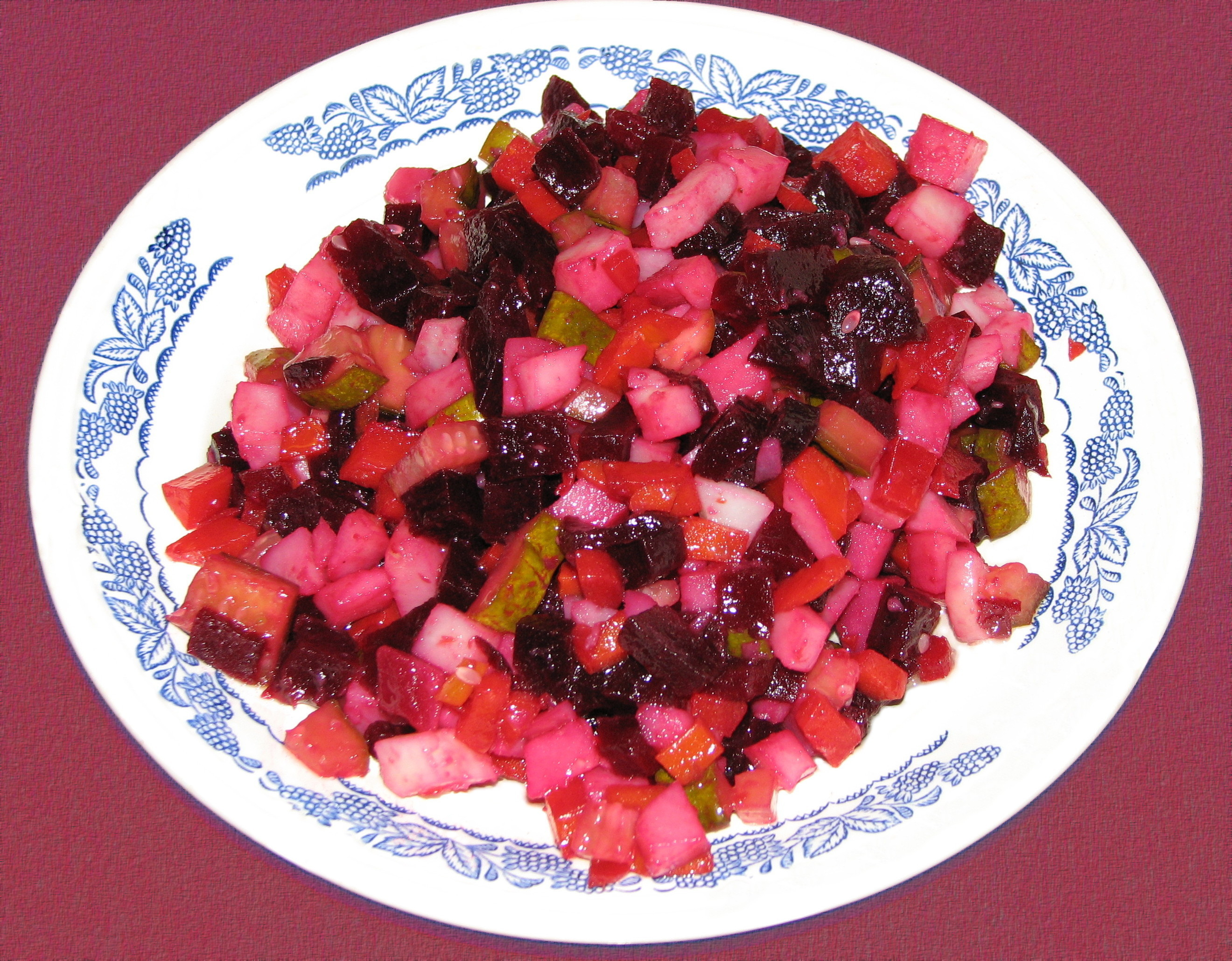
Plat de vinaigrette.

La vinaigrette est une salade d'origine russe (en russe : винегре́т). C'est un mélange de betteraves, de pommes de terre, de carottes, coupées en dés, avec de l'oignon. On peut également ajouter de la choucroute, des pois ou des fèves. Malgré son nom, le plat n'est généralement pas additionné de vinaigrette, mais plutôt d'huile ou de saumure de concombre ou de choucroute.
Il est servi en tant que zakouski, comme la salade russe.